# Wyesham

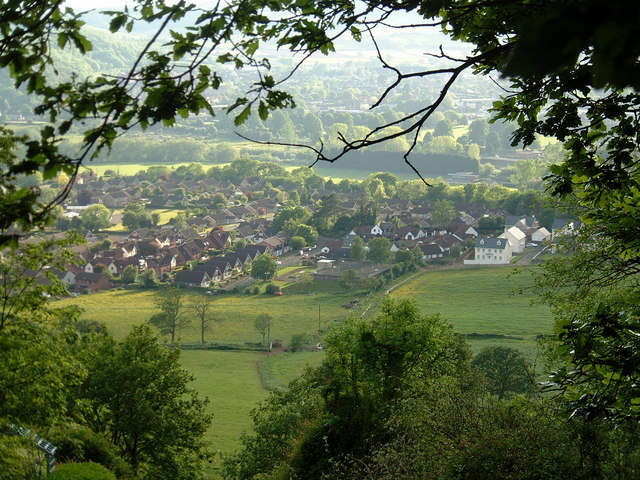
Wyesham látképe

Wyesham falu Wales délkeleti részén, tulajdonképpen Monmouth városának egyik külvárosa, része. A város központjától kevesebb mint egy mérföldnyire fekszik a Wye folyó keleti partján. A város központjával a Wye híd köti össze.

## Főbb látnivalói
Mivel elsősorban lakónegyed, kevés, építészetileg értékes középület áll területén. Wyeshamot érinti az Offa’Dyke túraútvonal, amelynek célja az walesi-angol határon található, Offa merciai királyról elnevezett felszínre törő dájk. Wyshamet érinti a Wye völgyét követő túraútvonal is (Wye Valley Walk) is.
Keleti határában magasodik a 243 méter magas Kymin,  amely hírnevét 1794 és 1800 között épült neoklasszicista műemlékeinek köszönheti (Naval Temple, Roundhouse). A Kymin környékét az itt található műemlékek miatt a National Trust gondozza. A domb tetejéről nagyszerű kilátás nyílik a környékre.
További érdekessége a két rózsablakos parányi, viktoriánus St. James anglikán plébániatemplom.